# Chamaeleo monachus
Chamaeleo monachus es una especie de iguanios de la familia Chamaeleonidae.

## Distribución geográfica yhábitat
Es endémica de Socotra (Yemen). Su rango altitudinal oscila entre 0 y 1004 m s. n. m..